# Sistema di numerazione pentimale
Il sistema di numerazione pentimale, o più semplicemente il sistema pentimale (in svedese: pentadiska siffror), è un sistema di numerazione pentadico utilizzato solitamente per rappresentare numeri incisi nel legno o nella pietra che veniva usato in Scandinavia, generalmente in associazione con le rune.
Per i numeri da 1 a 9, la notazione è simile all'antico sistema di numerazione romano (I, II, III, IV, V, VI, VII, VIII, IX). Differentemente dalla notazione romana, però, in questo caso esistono solo due simboli, una linea orizzontale per la singola unità e una specie di U orizzontale per i gruppi di cinque unità. Nelle iscrizioni questi simboli vengono usati ponendoli verticalmente sul lato destro del gambo ("stav") della runa, così che il numero 4 è rappresentato, ad esempio, da quattro linee orizzontali attaccate alla barra verticale, mentre il numero cinque è rappresentato da una U rovesciata attaccata allo stelo con l'apertura verso di esso, il numero dieci, invece, è scritto come due U che si contrappongono. I numeri fino al 20 possono quindi essere rappresentati da una combinazione di I e U, così come nel sistema di numerazione romano si possono utilizzare I e V (il numero 10, in notazione romana è rappresentato da due V in contrapposizione a formare una X). 
Il più ampio utilizzo del sistema pentimale è quello fatto nella rappresentazione dei numeri aurei, ossia quei numeri che vanno da 1 a 19 e che designano l'anno all'interno del ciclo metonico, nei calendari runici (in danese: "kalenderstave", svedese: "runstavar", in norvegese: "kalenderstavar"). Questi numeri sono comunemente rintracciabili in calendari redatti in età moderna o all'inizio di essa, ma non si sa se essi fossero utilizzati nel Medioevo, tantomeno in epoca vichinga. Sui calendari runici più antichi, per rappresentare i numeri aurei era utilizzata, infatti, una notazione differente: per i numeri da 1 a 16 si usavano le 16 rune del Fuþark recente, mentre per i numeri da 17 a 19 si usavano tre rune ad hoc. Il Computus Runicus, ad esempio, un manoscritto risalente al 1328 di cui è stata pubblicata una trascrizione nel 1626 dall'antiquario danese Ole Worm, usa tale notazione Fuþark e non il sistema pentimale.

## Sistema posizionale in base dieci

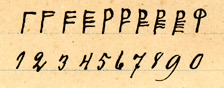
Le note del 1885 di Edward Larsson mostrano l'uso del sistema runico pentimale per sostituire i numeri arabi nella rappresentazione delle date.

Talvolta i numeri runici sono stati utilizzati come sistema di numerazione posizionale in base dieci, sostituendoli al sistema di numerazione arabo, ma non si sa se tale uso sia esistito prima del diciannovesimo secolo. 
Il più antico uso certificato di questa notazione è nelle note di Edward Larsson, un sarto di diciotto anni, che sono datate, in rune pentimali, al 1885. Una copia delle note è stata pubblicata per la prima volta nel 2004 dall'Istituto di ricerca per la dialettologia, l'onomastica e il folclore di Umeå.
Questo sistema posizionale appare tuttavia anche su due insiemi non correlati di pietre runiche scoperte in Nord America. Si tratta della pietra runica di Kensington, ritrovata in Minnesota nel 1898, e delle tre pietre runiche di Spirit Pond, ritrovate nel Maine nel 1971, che sarebbero tutte quante risalenti all'esplorazione vichinga delle Americhe avvenuta in epoca pre-colombiana.
Gli autori delle pietre runiche nordamericane non sembrano però aver capito il funzionamento della notazione posizionale o il concetto di zero. La runa utilizzata per il 10 è infatti usata interscambiabilmente per rappresentare anche lo 0 e la tupla <1, 0>, il che testimonia una certa mancanza di coerenza. Un'iscrizione delle pietre di Spirit Pond contiene, ad esempio, le sequenze ahr:011 e ahr:00, che sono state lette rispettivamente come "anno 1011" e "anno 1010", ma non è chiaro se la notazione possa rappresentare ambiguamente tutti i possibili numeri, ad esempio, se così fosse, non potrebbe essere possibile distinguere 1010 da 100.
L'utilizzo di questa notazione, sconosciuta in altre parti del mondo visitate dai vichinghi, è stato considerato una prova del fatto che le pietre runiche nordamericane fossero false. 